# Miss Masque
Miss Masque est un personnage fictif masqué combattant le crime. Elle est apparue à l'origine dans des bandes dessinées publiées par Nedor Comics, puis a été reprise par AC Comics, America's Best Comics et Dynamite Entertainment.

## Nedor Comics
Chez Nedor Comics, Miss Masque est l'identité secrète de Diana Adams, une jeune femme mondaine qui décide de combattre le crime et l'injustice en se déguisant. Miss Masque n'a pas de super pouvoirs, mais se fie à son esprit et à une paire de pistolets. Son costume original était une robe rouge à mini-jupe avec un chapeau, des gants et une cape rouges, et un masque en forme de domino ; des emblèmes jaunes à double « M » sur sa poitrine et son chapeau complétaient l'ensemble. Une version ultérieure du costume avait un ventre nu et des manches plus courtes.
Miss Masque est apparue pour la première fois dans le numéro 51 de Exciting Comics de Nedor Comics (septembre 1946). Elle est également apparue dans America's Best Comics (à ne pas confondre avec le label créé par Alan Moore et publié par DC Comics), Fighting Yank et Black Terror ; sa dernière apparition à l'âge d'or fut dans le numéro 31 de America's Best Comics en juillet 1949.
Selon l'Encyclopédie des super-héros de l'âge d'or des comics de Jess Nevins, « elle s'attaque à des meurtriers ordinaires, à des meurtriers qui s'habillent comme le diable pour faire leur sale boulot, à des promoteurs de combats véreux, au gardien fou d'un musée égyptien, et ainsi de suite ».
Aucun auteur ou artiste n'a été crédité pour la première apparition de Miss Masque. Alex Schomburg et Frank Frazetta ont fourni des illustrations pour les couvertures ultérieures, et Ralph Mayo a dessiné quelques pages de garde.
La série du personnage s'est terminée dans le numéro 54 de Exciting Comics en mars 1947, et elle est ensuite passée dans le numéro 23 de America's Best Comics à parti de septembre 1947 jusqu'au numéro 31 en juillet 1949.